# Santa Rosa del Mbutuy
Santa Rosa del Mbutuy é um distrito do Paraguai, Departamento Caaguazú. Possui uma população de 12.541 habitantes. Sua economia é baseada na agricultura.

## Transporte
O município de Santa Rosa del Mbutuy é servido pela seguinte rodovia:
- Ruta 08, que liga San Estanislao (Departamento de San Pedro) a Coronel Bogado (Departamento de Itapúa).
- Caminho em pavimento ligando a cidade ao município de Yasy Cañy (Departamento de Canindeyú)[1][2][3]